# Ton invitation
Ton invitation est une chanson du groupe de rock français Louise Attaque, parue en 1997 sur l'album Louise Attaque et en 1998 sur le maxi single de même nom.
Le clip est réalisé par Jacques Audiard.

## Classements
Le titre est resté dans le top 100 des meilleures ventes en France de mars 1998 à février 1999.
| Classement                              | Meilleure position |
| --------------------------------------- | ------------------ |
| Belgique (Wallonie Ultratop 50 Singles) | 14                 |
| France (SNEP)                           | 10                 |